# روي رايموند
روي لارسون رايموند (بالإنجليزية: Roy Larson Raymond)‏ وهو رجل أعمال أمريكي ولد في يوم 15 أبريل 1947 في كونتيكت في الولايات المتحدة وهو مؤسس شركة فيكتوريا سيكريت وتوفي في يوم 26 أغسطس 1993، منتحرا من جسر البوابة الذهبية في سان فرانسيسكو في كاليفورنيا تاركاً ثروة مقدارها حوالي مليار دولار.